# José Albendea Pabón
José Albendea Pabón (Montilla, Córdoba, 23 de agosto de 1932-Bogotá, 28 de agosto de 2003) fue un jurista español, afincado en Colombia donde desarrolló la labor apostólica del Opus Dei. Fue uno de los impulsores de la Universidad de La Sabana.

## Biografía
Nacido en Montilla, en el seno de una familia numerosa. Sus padres Luis Albendea Rivas y María Concepción Pabón Suárez de Urbina, tuvieron diez hijos. Fue sobrino del abogado y anarcosindicalista Benito Pabón y del político y periodista Jesús Pabón. Uno de sus hermanos, Juan Manuel Albendea, fue político del Partido Popular.
Estudió las primeras letras en un colegio de monjas en Montilla. Al concluir la Guerra Civil, la familia se trasladó a Madrid (1939). Donde José completó los estudios de bachillerato en el colegio de los Hermanos Maristas de la madrileña calle de Eduardo Dato. Mientras comenzaba sus estudios de Derecho en la Universidad de Madrid, trabajó en el Banco Atlántico. En 1951 solicitó su admisión en el Opus Dei. Poco después, a petición de Josemaría Escrivá, se trasladó a Colombia, para comenzar la labor del Opus Dei allí, mientras completaba sus estudios jurídicos en la Universidad Nacional de Colombia.
En poco tiempo se nacionalizó colombiano. Se especializó en Derecho privado y Derecho procesal civil en la Universidad Nacional de Colombia; en Derecho Constitucional en el Centro de Estudios Políticos y Constitucionales (Madrid) y en Derechos Humanos en la Universidad Complutense de Madrid, donde realizó una tesina sobre “El Derecho al Honor y a la intimidad de los políticos”.
Fue Rector del Gimnasio de Los Cerros, Profesor Invitado de la Maestría en Derecho Comparado de la Universidad Complutense de Madrid, Profesor de la Facultad de Derecho del Colegio Mayor de Cundinamarca y Profesor Titular de la Facultad de Derecho en la Universidad de La Sabana.
Cofundador de la asociación para la Enseñanza ASPAEN; Director del Departamento Jurídico de la Cámara de Comercio de Bogotá; Secretario General Jurídico de Financiacoop; Cofundador del Movimiento Universitario de Promoción Comunal (Muniproc); Cofundador del Partido Demócrata Cristiano de Colombia; Miembro del Plenum de la Universidad La Gran Colombia y Miembro de la Directiva Nacional del Comité Permanente por la Defensa de los Derechos Humanos, etc.
Fue Miembro Correspondiente de la Sociedad Bolivariana de Colombia y del Centro Bolivariano de La Victoria (Venezuela), así como Colegiado Correspondiente del Centro de Estudios Históricos en Derechos Humanos “Cacique de Turmequé”.

## Publicaciones
Publicó una extensa producción de artículos en diversas revistas: Arco, Díkaion,... Y tres monografías:
- Acción de Tutela, Ediciones Universidad de La Sabana, 1995.
- Teoría Constitucional y Ordenamientos Comparados, Ediciones Jurídicas Gustavo Ibáñez, 1997, 228 pp. Examina el constitucionalismo europeo, asiático y americano.
- Manual de Ideas Políticas. Su historia y desarrollo, Ediciones Jurídicas Gustavo Ibáñez, Bogotá, 1999, 149 pp. Estudia la evolución de las ideas políticas desde Grecia hasta el totalitarismo y el solidarismo (personalismo, personalismo comunitario y socialcristiano).[2]